# Amata pfaehleri
Amata pfaehleri är en fjärilsart som beskrevs av Krüger 1919. Amata pfaehleri ingår i släktet Amata och familjen björnspinnare. Inga underarter finns listade i Catalogue of Life.